# Franz-Albrecht Metternich-Sándor
Franz-Albrecht Metternich-Sándor, właściwie Franz Albrecht Maximilian Wolfgang Josef Thaddäus Maria Metternich-Sándor 4. Herzog von Ratibor und 4. Fürst von Corvey, Prinz zu Hohenlohe-Schillingfürst-Breunner-Enkervoith (ur. 5 listopada 1920 w Raciborzu – zm. 25 czerwca 2009 w Cetonie, Włochy) – książę raciborski (Herzog von Ratibor) i książę Corvey (Prinz zum Corvey).

## Życiorys
Urodził się dokładnie w 40. rocznicę nadania tytułu księcia raciborskiego jego dziadkowi, Wiktorowi Maurycemu, przez cesarza Wilhelma I w nagrodę za wierną służbę.
W lipcu 1926 r. książę został adoptowany w Budapeszcie przez księżnę Klementynę von Metternich-Sándor, bezdzietną właścicielkę ogromnych majątków w Austrii i na Węgrzech. 13 stycznia 1927 r. umowę adopcyjną zatwierdził raciborski sąd.
Franciszek Albrecht został obywatelem Austrii i Węgier. Na Węgrzech spędził młodość, zdał maturę. Z powodu wojny przerwał studia prawnicze oraz rolnicze w Wiedniu i Budapeszcie.
Od najmłodszych lat był zainteresowany Polską i jej kulturą, co nie podobało się jego ojcu. W 1936 r. odwiedził Wawel, Warszawę i Poznań. Pierwotnie to nie on miał być księciem, lecz jego starszy brat Wiktor IV (który zginął jako żołnierz Wehrmachtu, w czołgu, 18 września 1939 r. w trakcie kampanii wrześniowej).
W 1937 r. otrzymał od ojca browar raciborski i 2 folwarki, którymi sprawnie zarządzał. W 1940 r. zmienił recepturę piwa, które zaczęło zdobywać cały rynek niemiecki.
Rodzina książąt raciborskich stale rezydowała w Rudach. Należał do niej pałac. Była również właścicielem zamku i browaru raciborskiego oraz szeregu folwarków w powiecie raciborskim. Na miejscu obecnego Zespołu Szkół Mechanicznych znajdował się zarząd korony książęcej.
Jesienią 1943 r. za sprzeciwienie się niemieckiej polityce na ziemiach polskich i publiczne potępienie Holocaustu został uwięziony w Dachau. Został uwolniony przez Armię USA w maju 1945 r. Został doradcą pierwszego polskiego prezydenta Raciborza, lecz olbrzymia popularność księcia przysporzyła mu wrogów w obejmującej władzę nad krajem PPR i mimo wstawiennictwa SD i PSL musiał uciekać z kraju przed represjami. Schronił się w jedynym niezagarniętym majątku swej rodziny – pałacu Corvey. Tam pielęgnował dogorywającego ojca, z którym się pogodził. W listopadzie 1945 r. został tytularnym księciem Raciborza i Corvey.
Utrzymywał korespondencję z prezydentami RP na uchodźstwie Edwardem Raczyńskim, Kazimierzem Sabbatem i Ryszardem Kaczorowskim, z którym się przyjaźnił, oraz z kanclerzem Niemiec Helmutem Kohlem, a także z prezydentem i kanclerzem Austrii Karlem Rennerem oraz arcyksięciem Ottonem Habsburgiem.
Po 1989 r. zajął się poprawą stosunków polsko-niemieckich w dziedzinie gospodarczej i dyplomatycznej, a także poszerzaniem kontaktów Raciborza z niemieckimi miastami (szczególnie z Roth). Książę był w Raciborzu dość częstym gościem. Systematycznie zabiegał zarówno o rozwój miasta, jak i kompleksu zamkowego w Rudach. W 2005 r. został przez prezydenta Raciborza Jana Osuchowskiego, przewodniczącego Rady Miasta Tadeusza Wojnara uhonorowany medalem „Zasłużony dla miasta Raciborza”. 
W 2003 otrzymał Krzyż Zasługi na Wstędze Orderu Zasługi Republiki Federalnej Niemiec. W 2004 r. prezydent RP Aleksander Kwaśniewski uhonorował Franciszka Albrechta Złotym Krzyżem Zasługi.
Książę znany był ze starań w celu restauracji pałacu w Grafenegg  w Dolnej Austrii oraz współpracy w naukowym opracowaniu biblioteki pałacu Corvey.
Miał 5 synów urodzonych w Wiedniu:
- Wiktora,
- Tassila,
- Stephana,
- Benedikta,
- Philippa.